# Isidor Vondruška
Isidor Vondruška (8. února 1865 Radešínská Svratka – 9. června 1944 Znojmo) byl český katolický duchovní, hagiograf a spisovatel náboženské literatury.

## Životopis
Ve Znojmě absolvoval gymnázium a poté brněnský alumnát. Dne 28. července 1889 byl vysvěcen na kněze. Nejprve byl kaplanem ve Slavonicích a poté od roku 1890 katechetou ve Znojmě. Stal se předsedou spolku katolických tovaryšů. Po osmiletém působení ve Znojmě odešel do Citonic, kde na faře působil dalších téměř třicet let. Od roku 1926 byl farářem u sv. Mikuláše ve Znojmě a později se stal znojemským děkanem.

## Dílo
Kromě knih Církevní vyučování katolických snoubenců (1915) a Kalendarium svatých; s ukazatelem životopisů (1932), popsal život a působení šesti tisíců světců a světic, které byl vyšlo ve čtyřsvazkovém vydání pod názvem Životopisy svatých v pořadí dějin církevních (1930-1931). K tomuto dílu sbíral materiál deset let.